# スラブ娘の別れ
「スラブ娘の別れ」（スラブむすめのわかれ、ロシア語: Прощание славянки）は、第一次世界大戦前夜の1912年、同年勃発した第一次バルカン戦争に夫が従軍した女性たちに捧げる形でワシリー・アガプキンにより作曲された帝政ロシアの行進曲である。

## 概要
第一次世界大戦時のロシア帝国軍兵士たちにこの曲は広く好まれ、歌われてきた歴史を持つ。
また、 ロシア内戦時の反革命派である白軍の非公式の軍歌としても使用されていた。
ソビエト連邦の成立後は赤軍版の歌詞が作られ、第二次世界大戦期にも1941年の軍事パレードで演奏された。
ロシア連邦成立後、とりわけウラジーミル・プーチン政権発足後は、毎年5月9日の戦勝記念日に赤の広場で行われている軍事パレードで演奏されている。
シベリア鉄道の始発駅である極東のウラジオストク駅からヨーロッパロシアの首都モスクワ行き特急ロシア号が発車する際に演奏されている。